# Bitwa pod Białą Cerkwią (1612)
Bitwa pod Białą Cerkwią – bitwa między wojskami Chanatu Krymskiego a Kozakami zaporoskimi odbyła się na jesieni 1612 roku w okolicy Białej Cerkwi. Zakończyła się zwycięstwem Kozaków i rozbiciem oddziału tatarskiego.
Po kolejnej nieudanej wyprawie magnaterii polskiej na Mołdawię pod wodzą Stefana Potockiego i przegraniu przez niego bitwy pod Sasowym Rogiem, na jesieni nastąpił szereg odwetowych najazdów tatarskich na ziemie ukrainne, nakazanych im przez sułtana tureckiego. Zagony tatarskie zapuściły się bardzo głęboko w ziemie polskie, rabując i paląc wsie i miasteczka. Na powracające z łupieżczej wyprawy Tatarów uderzyły oddziały Kozaków zaporoskich. Rozbili doszczętnie cały czambuł i uwolnili 5 000 jeńców, porwanych w jasyr.